# Güler Duman
Güler Duman (Istanbul, 30 giugno 1967) è una cantante turco.

## Biografia
È diventato uno degli artisti di successo della musica popolare turca con i suoi frequenti album dall'inizio degli anni Ottanta. È originario di Erzurum. Nel 1980 ha pubblicato, giovanissimo, l'album Dost Garip. L'album ha avuto un grande successo di vendite, raggiungendo 1 milione e 800 mila copie. Nel 1987 è entrato nel dipartimento di educazione vocale del Conservatorio Statale di Musica dell'Università Tecnica di Istanbul. Nel 1992 si è laureato in questo dipartimento. Nel 2008 è stato selezionato come ambasciatore culturale dal Ministero della Cultura tedesco. Ha inoltre tenuto seminari sulla musica popolare turca, sui ritmi turchi e sui ritmi del mondo in molti Paesi del mondo. Nel 1995 ha aperto una scuola di musica ad Hannover, in Germania, dove ha formato migliaia di studenti ed è stato pioniere in molti Paesi della Germania e dell'Europa.
Güler Duman, uno degli artisti di musica folk più venduti negli anni '90, ha inserito nei suoi album sia le proprie opere che quelle di altri artisti. Con quasi 10 milioni di album venduti in Turchia e in Europa, è diventata uno dei nomi più venduti della musica folk turca.

## Discografia
- Dost Garip (1980)
- O Leyli Leyli (1982)
- Seher Yeli (1984)
- Mevlayı Seversen (1985)
- Misafir Geldim (1987)
- Nazlı Yara Küskünüm (1987)
- Kulluk Benim Olsun Sultanlık Senin (1988)
- Ya Dost (1988)
- Buldular Beni (1990)
- Duygu Pınarı (Vezrana) (1991)
- Gül Yüzlü Sevdiğim (1992)
- Dost Dost Diye (1993)
- Güler Duman '94 (1994)
- Bu Devran (1995)
- Öl Deseydin Ölmez miydim? (1997)
- Yolcuyum Bu Dağlarda (2002)
- Türküler Dile Geldi (2009)
- Yüreğimden Yüreğinize (2012)
- Yüreğimden Yüreğinize Sazım (2017)

## Programmi televisivi
- Güler Duman ile Telden Dile (2006)
- Türkülerin Güler Yüzü (2008)
- Türküler Dile Geldi (2013-2014)